# Josef Andrén
Josef Henrik Andrén, född 19 september 1847 i Göteborg, död 20 februari 1933 i Vasa församling i Göteborg, var en svensk grosshandlare och riksdagsman. Han var ledamot av riksdagens andra kammare 1888-92.

## Biografi
Andrén blev student vid Uppsala universitet 1863, jur.kand. 1871 och därefter anställd i trävaruexportfirman G. H. Hegardt & Co. i Göteborg 1871-74, delägare i samma firma 1874-92. Han var disponent för Forss AB i Härnösand 1879-92, grundare och innehavare av firma J. Andrén i Göteborg 1893–1924, ledamot av styrelsen för Rederi AB Örnen, AB J. & G. Cox 1905-19 och AB J. Andrén i Göteborg 1924-33. Andrén var ledamot av styrelsen för Göteborgs handelsinstitut 1879-89, av styrelsen för Göteborgs Trädgårdsförening, av handelsfullmäktige 1878-92, ledamot av Göteborgs stadsfullmäktige 1879 - 21 april 1892 och av handels- och sjöfartsnämnden 1890-92. Han var revisor för Göteborgs Utskänknings AB 1874-76, ledamot av Göteborgs kyrkofullmäktige 1885-92 och av Kristine församlings kyrkoråd.

### Familj
Josef Andrén var son till grosshandlare Johan Oscar Andrén och Lucia Sofia Amalia, född Fehman. Han gifte sig 6 april 1883 i Göteborg med Anna Hamberg (1862–1935), dotter till grosshandlare Abraham Conrad Hamberg och Anna Johanna Maria Möller.